# Alpenbes
De alpenbes (Ribes alpinum) is een struik, die behoort tot de ribesfamilie (Grossulariaceae). De alpenbes komt van nature voor in Eurazië en wordt ook in de siertuin gebruikt. Er zijn verschillende cultivars verkrijgbaar.

## Beschrijving
De struik wordt 0,6-1,5 m hoog. De gladde schors is lichtgrijs en wordt op latere leeftijd schilferig en bruinachtig grijs. De glimmende, groene, 2-4 cm grote bladeren zijn drie- tot vijflobbig of -spletig en grof getand met op de bovenkant verspreid voorkomende klierharen met rode kopjes. De onderkant van het blad is lichtgroen.
De alpenbes bloeit in april en mei met opstaande trossen. De steel van de bloemtros is tussen de bloemen dicht bezet met korte klierharen. De bloemen zijn groenachtig geel. De schutbladen zijn 4-8 mm lang. De kelkbladen zijn langer dan de kroonbladen. De struik is tweehuizig. De struiken met mannelijke bloemen hebben trossen met tien tot dertig bloemen en de struiken met vrouwelijke bloemen hebben twee tot vijf bloemen per tros. De vrucht is een rode bes, die eetbaar is en een flauwe, zoete smaak heeft.
De struik komt voor op vochtige, voedselrijke grond in loofbossen en struikgewas.

## Cultivars

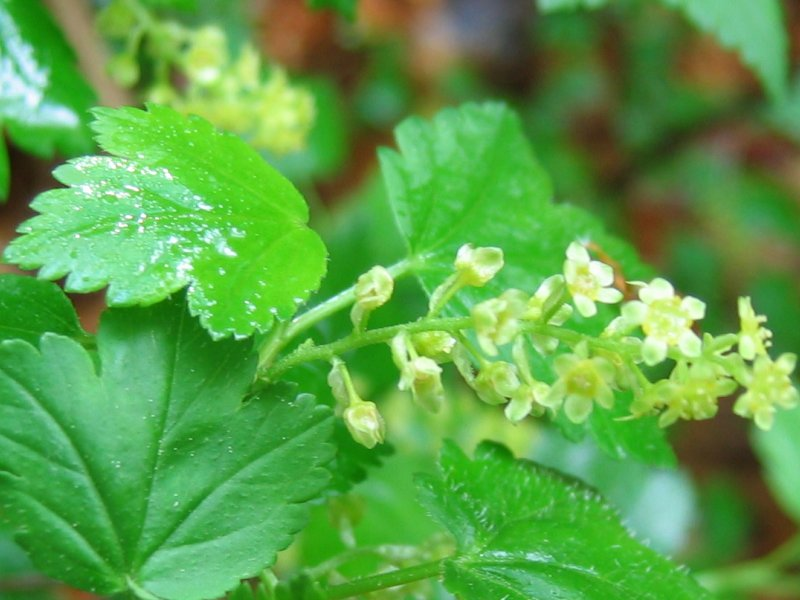
Bloemen

Voor het verkrijgen van bessen dient er een mannelijk bloeiende en een vrouwelijk bloeiende struik bij elkaar geplant te zijn.
- Ribes alpinum 'Aureum', ook bekend als Ribes alpinum 'Osborn's Dwarf Golden'; een kleine tot 1 m hoge, vrouwelijk bloeiende struik met helder gele naar groengeel verkleurende bladeren
- Ribes alpinum 'Dima'
- Ribes alpinum 'Green Mound', donkergroen blad en is geschikt voor lage heggen
- Ribes alpinum 'Hemus'
- Ribes alpinum 'Pumilum', een kleine tot 1 m hoge, vrouwelijk bloeiende struik geelgroene bloemen
- Ribes alpinum 'Schmidt', heeft zeer donkergroen blad en is geschikt voor heggen
- Ribes alpinum 'Sorksar'
- Ribes alpinum 'Spreg' (merknaam:'Green Jeans'), geschikt voor heggen
- Ribes alpinum 'Verno-aureum'